# Реал (Каштелу-ду-Пайву)
Реал (порт. Real; МФА: [ʁi.ˈaɫ]) — парафія в Португалії, у муніципалітеті Каштелу-де-Пайва. Розташована в західній частині країни, на теренах історичної португальської провінції Бейра. Входить до складу округу Авейру. За адміністративним поділом, чинним до 1976 року, терени парафії були складовою провінції Берегове Дору. Належить до Авейрівської діоцезії Католицької церкви. Патрон — свята Марина. Площа — 33,1065 км². Населення — 1300 ос. (2011). Слабо урбанізований регіон. Густота населення — 39,27 осіб/км²
. Код — 010606.

## Географія

Каштелу-де-Пайва (2013)

## Населення
| Кількість мешканців | Кількість мешканців | Кількість мешканців | Кількість мешканців | Кількість мешканців | Кількість мешканців | Кількість мешканців | Кількість мешканців | Кількість мешканців | Кількість мешканців | Кількість мешканців | Кількість мешканців | Кількість мешканців | Кількість мешканців | Кількість мешканців |
| ------------------- | ------------------- | ------------------- | ------------------- | ------------------- | ------------------- | ------------------- | ------------------- | ------------------- | ------------------- | ------------------- | ------------------- | ------------------- | ------------------- | ------------------- |
| 1864                | 1878                | 1890                | 1900                | 1911                | 1920                | 1930                | 1940                | 1950                | 1960                | 1970                | 1981                | 1991                | 2001                | 2011                |
| 1.198               | 1.139               | 1.297               | 1.331               | 1.370               | 1.399               | 1.412               | 1.633               | 1.878               | 1.999               | 1.672               | 1.569               | 1.428               | 1.371               | 1.300               |